# Amplypterus pendleburyi
Amplypterus pendleburyi är en fjärilsart som beskrevs av Clark 1938. Amplypterus pendleburyi ingår i släktet Amplypterus och familjen svärmare. Inga underarter finns listade i Catalogue of Life.